# Metamfetamin

Na levé straně je zobrazena normální neurotransmise dopaminu, na pravé je přítomen amfetamin, který převrací funkci dopaminového přenašeče (DAT) a vesikulárního monoaminového přenašeče (VMAT), což má za následek zvýšenou koncentraci dopaminu v cytoplasmě a zejména v synaptické štěrbině

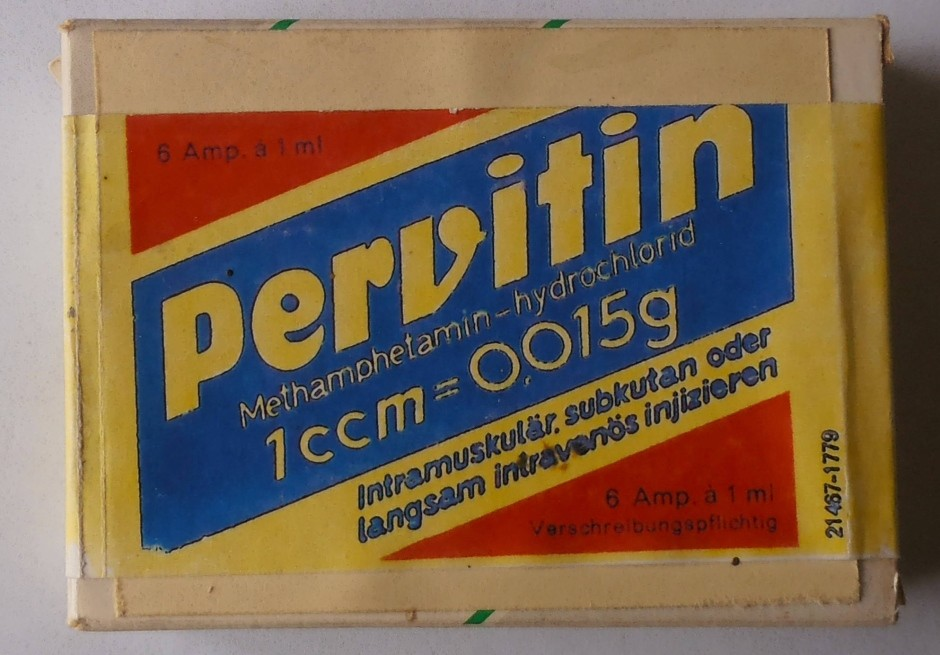
balení šesti ampulí pervitinu z Německa, cca okolo 1940

Metamfetamin, též metylamfetamin nebo (mimo odborný kontext nejčastěji) pervitin (dřívější obchodní název), slangově mezi komunitou tzv. matro, dále MA, desoxyefedrin, methedrin je syntetické stimulancium z řad amfetaminů. Poprvé byl připraven v roce 1887 v Japonsku.[nedostupný zdroj] Zprvu byl odhalen jeho potenciál při léčbě chorobné spavosti a astmatu, masově byl poté spolu s amfetaminem použit jako povzbuzující prostředek během druhé světové války (na obou stranách, především osazenstvem letadel a tanků), dodnes je FDA povolen k léčbě syndromu ADHD, ke krátkodobému zvládání extrémní exogenní obezity a k léčbě narkolepsie.
V dnešní době je MA hlavně zneužíván jako snadno připravitelná pouliční droga, která stimuluje centrální nervovou soustavu. Metamfetamin velmi účinně potlačuje únavu a potřebu spánku, zrychluje psychomotorické tempo, očekávaným účinkem je rovněž extrémní euforie a zvýšená sebedůvěra. Tato vlastnost je dána rozsáhlým uvolňováním dopaminu, noradrenalinu a serotoninu do synaptických štěrbin v mozku. Dlouhodobé nadužívání však může vést k poškození až zániku nervových buněk působením oxidačního stresu (neurotoxicita). Se zneužíváním je spojen i negativní dopad na kardiovaskulární systém. Častějším užíváním dochází k rozvoji tolerance a riziku psychické závislosti. Návyk bývá často provázen depresemi a citovou labilitou. Největším rizikem je pak toxická psychóza připomínající paranoidní schizofrenii. U těžce závislých osob byla rovněž popsána dilatační kardiomyopatie, parkinsonismus i trvalé poškození mozku.
V Česku je častěji prodáván v podobě bílého nebo různě zbarveného prášku. Ve Spojených státech je dodnes vyráběn jako léčivo pod názvem Desoxyn, indikován zejména k terapii poruch pozornosti. Metamfetamin je značně rozšířen ve Spojených státech a Asii. V Evropě se zejména vyskytuje na území bývalého Československa, kde je nezákonně syntetizován, již od 70. let, z pseudoefedrinu extrahovaného z léčiv proti chřipce a rýmě (Nurofen stopgrip, Modafen, dříve i aspirin apod.) v amatérských varnách. Nezákonná syntéza je levná, jednoduchá, ale i velmi nebezpečná, neboť k reakci je používán velmi hořlavý červený fosfor, žíravá kyselina chlorovodíková i jedovatá organická rozpouštědla (ředidla toluen či aceton), která jsou taktéž vysoce hořlavá. V poslední době pak metamfetamin proniká i do Německa.

## Historie

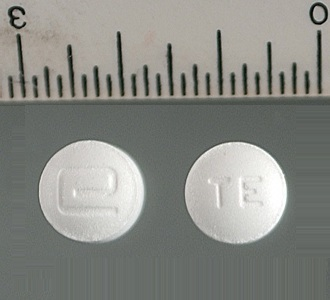
Desoxyn 5 mg tablety

V Japonsku probíhal ke konci 19. století výzkum tradiční čínské drogy Ma Huang (ephedra sinica, chvojník čínský), ze které byl izolován efedrin. V roce 1893 se podařilo chemikovi Nagai Nagajošimu poprvé syntetizovat látku metamfetamin. V roce 1919 farmakolog Akira Nogata redukoval efedrin kyselinou jodovodíkovou a fosforem, čímž dal vzniknout krystalickému metamfetamin hydrochloridu.
(S)-metamfetamin byl v Německu prvně zkoumán až po roce 1934; berlínská firma Temmler Werke patentovala originální metodu výroby (S)-metamfetaminu hydrogenací hydrochloridu 1-chlorefedrinu v alkoholu na platinovém katalyzátoru za mírně zvýšeného tlaku. Roku 1937 a na německý trh uvedla přípravek Pervitin Tabletten (tablety po 3 mg (S)-metamfetaminium chloridu) v roce 1938; později přibyla injekční galenika a ampule po 2 ml/15 mg účinné látky. Preparát Temmlerových závodů Pervitin byl prvním komerčním preparátem dextrometamfetaminu na Západě. Podávání pervitinových tablet vojákům praktikovala během druhé světové války i německá armáda. Tato „zázračná pilulka“ je mimo jiné odpovědná za rychlý postup a „mimořádnou odvahu“ německých vojáků (poprvé v masovém měřítku při napadení Francie). V Japonsku byl MA vyráběn pod názvem Philopon, jenž byl podáván i továrním dělníkům. Po válce se rekreační užívání Philoponu v rodném Japonsku velice rozšířilo. Přes Havaj, kde se poprvé začal inhalovat led (z „ice“ – podle vzhledu krystalků), se obliba metamfetaminu rozšířila až do Spojených států.
V Československu se pervitin nelegálně v improvizovaných podmínkách vyrábí od 70. let. Užíván byl hlavně nitrožilně, přičemž v dnešní době je oblíbená aplikace šňupáním a kouřením (z alobalu či tzn. skleněnky).

## Vlastnosti
Droga má podobu bílého, jemně krystalického prášku, či větších, světlých krystalů, silně nahořklé chuti. Čistý metamfetamin hydrochlorid má zpravidla krystalickou podobu, snadno absorbuje vlhkost, rozpouští se ve vodě (v maximálním možném poměru 1:1) i alkoholu. Svým účinkem několikrát předstihuje D-amfetamin, jelikož je více lipofilní, má však podstatně vyšší neurotoxicitu. Ve Spojených státech je D-metamfetamin hydrochlorid, či (S)-metamfetaminiumchlorid často produkován právě v podobě tříštivých lesklých krystalků nazývaných ice (led), obvykle ve velmi vysoké kvalitě (až 90%). Droga má nízký bod tání, proto bývá ice aplikován inhalováním výparů zahřátých kousků metamfetaminu. Ve všech různých podobách se nicméně jedná o D-metamfetamin hydrochlorid. Volné báze amfetaminů mívají zpravidla podobu těkavé olejovité kapaliny a běžně se nevyskytují.
Levotočivý izomer L-metamfetamin disponuje hlavně analeptickým účinkem, má nízký návykový potenciál a na území USA je relativně často obsažen v inhalátorech proti rýmě, nicméně má stále určitou schopnost potlačovat únavu, pocit hladu a potřebu spánku, pročež bývá zneužíván, obvykle však bez pocitů bažení po opakované aplikaci a následném vzniku návyku. Často bývá přítomen jako nechtěný produkt k D-metamfetaminu.
V Česku připravovaný pervitin (získaný redukcí pseudoefedrinu jodovodíkem za přítomnosti fosforu) je také prakticky čistě pravotočivým izomerem (s kolísajícími příměsemi vedlejších produktů reakce, např. jodefedrin a jodbenzen). Čistota pouličního metamfetaminu v Česku kolísá mezi 45 – 80%. Může být přítomen nažloutlý, narůžovělý, namodralý i jiný odstín, což je dáno výskytem zbytkových produktů typu fosforu, aj. Droga bývá navíc často ředěna různorodými látkami, např. kofeinem, mléčným cukrem, pudrem, jedlou sodou, v horších případech i paracetamolem (ve větších dávkách poškozuje játra), omítkou, hnojivy nebo pesticidy.

## Slangové názvy
Pro drogu existuje mnoho slangových výrazů. K českým patří například piko, párno, perník, pervitin, peří, pergo, zlato, zrní, zob, czech speed, české zlato, andělský prach, droga chudých, chuda drogých, péčko, pardubický perník, velká metelická, velká pardubická, sníh. V angličtině pak speed, crystal, meth, crystal meth, rocket, glass, shards, ice nebo crank, kdy tyto názvy jsou odvozeny od povzbuzujících účinků či vzhledu. V Německu je droga známá hlavně pod přízviskem crystal speed, crystal nebo tschecho (většina německého MATRA totiž pochází z Česka). V Thajsku je pak metamfetamin rozšířen v podobě barevných tabletek zvaných Yaba.

## Působení na organismus

### Účinky

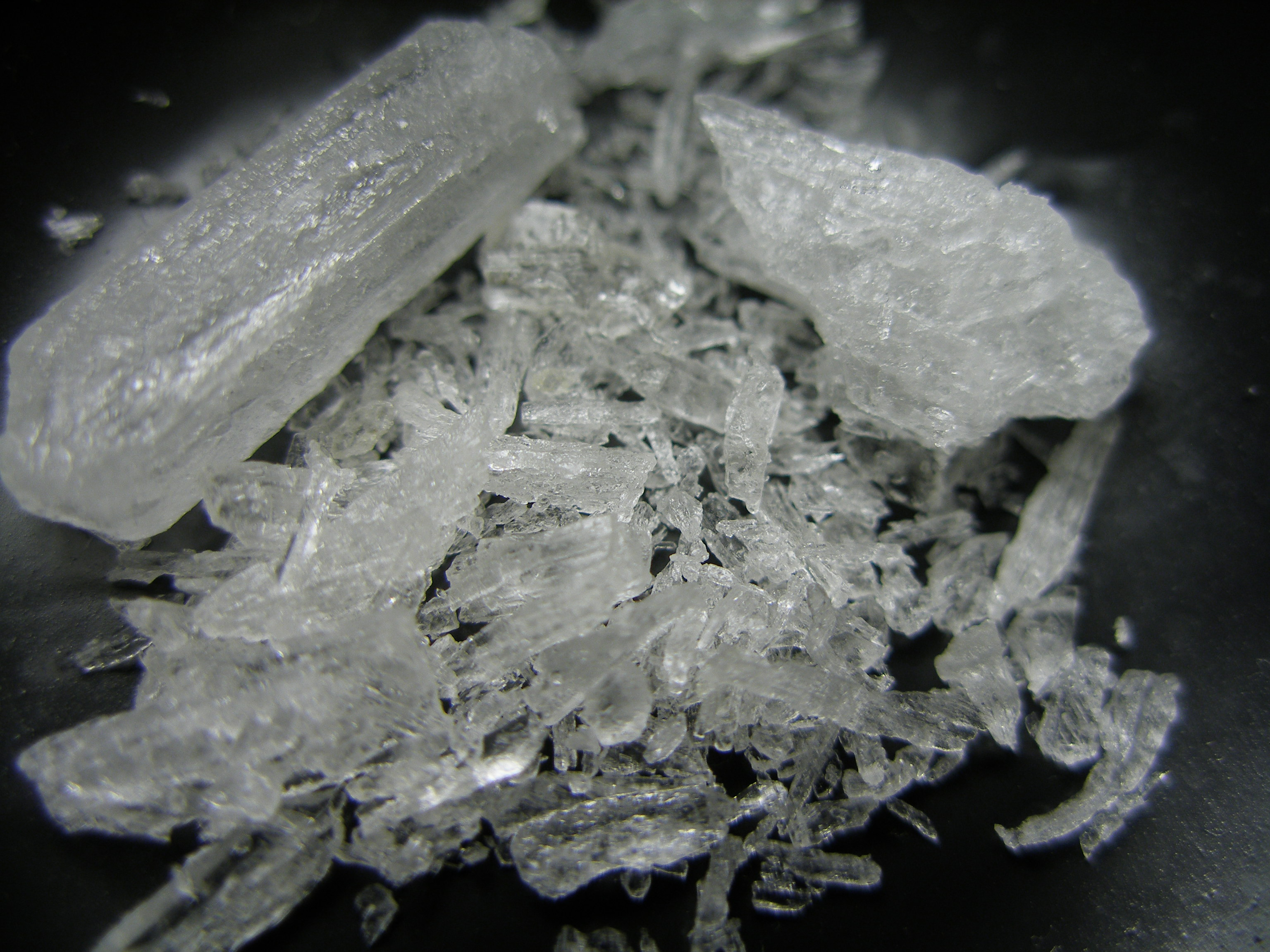
Čistý, krystalický metamfetamin hydrochlorid, ice

Jedna dávka (15 až 100 mg, závislí toxikomani užívají i vyšších dávek) je zpravidla užita šňupáním, nitrožilně, kouřením, popř. perorálně v podobě tablet (oblíbeno v Thajsku pod přízviskem Yaba, popř. jako lék). V případě lékařského využití se nepřekračuje 70 mg. Látka účinkuje zhruba 6 až 14 hodin, s vyšší dávkou mnohem déle (až 18 hodin). V moči lze MA zaznamenat až týden od požití.
Po užití nízkých dávek se dostavuje povznesená nálada, čilost, zvýšená bdělost a ostražitost. Se středními dávkami uživatel pociťuje příval energie a vzrušení, mizí potřeba spánku a ustupuje chuť k jídlu. V popředí je velká hovornost, činorodost a družnost. Prohlubuje se schopnost empatie a soustředění, zrychluje se tok myšlenek, zostřuje se vnímání barev, tónů a pachů, výbavnost vzpomínek je jasnější, ačkoliv na úkor přesnosti. S užitím vyšších dávek je spojena euforie, touha po pohybu, nebo naopak úzkost, labilita a hádavost. Bývá přítomen výrazný neklid, logorea (přehnaná povídavost), myšlenkový trysk, subjektivní pocit velké duševní a fyzické výkonnosti, v těchto dávkách se však myšlení stává stereotypním a bizarním, nápadné se stávají svalové fascikulace, pohybové stereotypie a mimovolní pohyby, tzv. vykroucenost, může se objevit nevolnost, bolesti hlavy či světloplachost. Poměrně časté jsou ve vysokých dávkách iluze, halucinace, pocit ohrožení, agresivita a u predisponovaných osob až přechodná psychóza.
S nepřímým drážděním sympatiku je spjato rozšíření zornic, tachykardie, pocení, stažení cév a následně vzestup krevního tlaku, sucho v ústech, zvýšená tělesná teplota, s vyšší dávkou pak bledost, třes, hypertenze a riziko dehydratace. Zvýšené napětí žvýkacího svalstva se často projevuje bruxismem (skřípáním zubů). Jako vedlejší účinek se mohou vyskytnout i závratě, nystagmus, nevolnost, zvracení, průjem, bušení srdce, arytmie nebo zimomřivost střídaná pocitem horka.
Po odeznění účinků nastává (týká se to zejména opakovaných dávek) vlivem deplece (vyčerpání) zúčastněných neurotransmiterů velmi nepříjemný stav zvaný dojezd, který se projevuje celkovým vyčerpáním, obtížemi s usínáním a nekvalitním spánkem, depresivním laděním, úzkostmi a často i nutkáním opakovat dávku.

### Otrava
Akutní předávkování se projevuje silnými bolestmi na hrudi, agitovaným neklidem, svalovými křečemi, poruchami srdečního rytmu, halucinacemi, deliriem, popř. až několikahodinovým bezvědomím. Typická je výrazná hypertenze nebo reflexní hypotenze. Může dojít k rozvoji epileptických záchvatů, k infarktu myokardu, ve vzácnějších případech se dostavuje rhabdomyolýza (nekróza buněk kosterního svalstva s vyplavením myoglobinu, následuje kolaps ledvin, kóma až smrt). Příčinou úmrtí u těžké intoxikace metamfetaminem obvykle bývá selhání srdce, krvácení do mozku, kolaps dechového centra či zmiňované selhání ledvin.
Metamfetamin (s částečným přispěním vedlejších produktů amatérské syntézy) poškozuje srdce, játra, ledviny a zubní sklovinu a oslabuje imunitní systém. Hlavním psychickým rizikem je plíživě rostoucí paranoia, deprese, úzkost a halucinace.

## Závislost
Na rozdíl od opiátů (morfin, heroin), alkoholu a sedativ, metamfetamin nevede k rozvoji fyzické závislosti, příznačné je však riziko silné závislosti psychické, podobně jako u kokainu. U heroinu se rychle dostavuje somatický návyk s typickými abstinenčními příznaky, u budivých látek je otázka vzniku návyku velmi individuální. Člověk je hnán bažením (tzv. craving) po další dávce. To je způsobeno zejména tím, že pervitin vyplaví několikanásobně větší množství dopaminu (=potěšení), než je mozek schopný maximálně uvolnit normálním způsobem. Postupně tedy ztrácí zájem o cokoli jiného mimo drogu, těžce závislí tráví čas zdlouhavými, bezcílnými činnostmi (demontáž elektroniky, zapalovačů, psaní sáhodlouhých, obsahově prázdných textů, přehrabávaní popelnic, zaobírání se paranoidními prožitky – štěnice, kamery, tajné čipy), časové úseky mezi jednotlivými dávkami se postupně zkracují, a s narušením přirozeného systému odměn v mezimozku (pokles počtu dopaminergních receptorů) vyplývá potřeba navyšovat dávkování i sklony ke zvláštnímu chování, paranoie a úzkosti.
Tolerance na účinek látek typu amfetaminu se vyvíjí rychle a přetrvává i díky silné touze dosáhnout maximální euforie a vzrušení. Pro dosažení požadovaného účinku musí být množství zneužívané látky zvyšováno. Užívané dávky mohou být i mnohonásobně vyšší než dávky počáteční, látka vyvolává akutní chronické otravy, při kterých se objevují gastrointestinální poruchy, bušení srdce, arytmie, vzestup krevního tlaku, neklid, nespavost, myšlenkový trysk, dráždivost, kolaps, jež může vést až ke smrti.

### Odvykací syndrom
Abstinence u závislého vyúsťuje v odvykací syndrom. Ten může v závislosti na míře návyku setrvávat od několika týdnů po několik měsíců. Příznačná je zejména únava, letargie, zvýšená chuť k jídlu, nesoustředěnost, deprese, podrážděnost, úzkost, bažení po droze, hypersomnie, velmi živé sny, atd.

### Toxická psychóza
Toxická psychóza, též amfetaminová psychóza, kterou může užívání amfetaminů způsobit, je typická nápadnými změnami v chování, zrakovými, sluchovými a hmatovými halucinacemi, paranoidními bludy, nejčastěji s obsahem pronásledování a neustálým pocitem ohrožení, tzv. stíha, panikou, agresivitou, agitovaným neklidem nebo zmateným myšlením. Toxická psychóza může být v těžších případech téměř nerozlišitelná od akutní paranoidní schizofrenie. Po detoxifikaci a splacení často výrazného spánkového deficitu však poměrně rychle odeznívá. U jedinců s predispozicemi ke schizofrenii však může chronická psychóza skutečně propuknout. Riziko toxické psychózy spočívá zejména v bodu, kdy se nemocný uchyluje k sebevraždě.
Příčinou těchto stavů je dopaminergní neurotoxicita a částečně i spánková deprivace. Psychóza může propuknout i v rámci předávkování, ve vážnějších případech může nabývat podoby amfetaminového intoxikačního deliria s přehřátím, křečemi, arytmiemi či rhabdomyolýzou.

## Odrazy v populární kultuře
- Mnoha cenami ověnčený televizní seriál Perníkový táta, seriál o středoškolském učiteli chemie, který onemocní rakovinou a na léčbu a k zaopatření rodiny začne vydělávat výrobou a prodejem nejčistšího metamfetaminu
- Příběh člověka závislého na pervitinu popisuje kniha Memento spisovatele Radka Johna.
- Metamfetamin se objevil jako podpůrný prostředek agenta ruské MGB v románu Dítě číslo 44 kterou napsal Tom Rob Smith
- Smrt jménem Závislost – Josef Vondrka
- Film Piko – Tomáš Řehořek 2010, film o začátcích pervitinu na československé drogové scéně
- Film Salton Sea – D.J. Caruso, USA, 2002, thriller o toxikomanovi a současně výrobci pervitinu
- Píseň Love and Meth americké skupiny Korn
- Série filmů: Život není krásný, Máma má raka, Jehovova pomsta a Party hard

## Pervitin v Česku
Česko je největším ilegálním producentem pervitinu v Evropě a ročně jsou v Česku odhalovány stovky varen této návykové látky. Nejvíce se na této činnosti podílejí Vietnamci. Droga patří podle některých zdrojů k nejčastějším drogám v Česku. Vyrábí se obvykle z léků obsahujících pseudoefedrin. Udává se, že je v Česku na pervitinu závislých 0,7 % populace mezi 15. a 64. rokem, z nich problémových je zhruba 30 000 osob.